# Louis René Édouard de Rohan
Louis René Édouard de Rohan, kardynał de Rohan (ur. 25 września 1734 w Paryżu, zm. 16 lutego 1803 w Ettenheim) – francuski arystokrata i dyplomata, potem biskup Strasburga, Wielki Jałmużnik Francji (Grand-Aumônier de France), wolnomularz.

## Życiorys
Wywodził się z rodu de Rohan, starego i bardzo wpływowego, spokrewnionego z dawnymi władcami Bretanii. Od roku 1704 przedstawiciele rodu byli biskupami Strasburga, a zarazem książętami Rzeszy Niemieckiej. Jego ojcem był Hercule-Mériadec de Rohan (1688-1757), książę Guémené i par Francji, a matką Ludwika de Rohan, księżniczka Rohan. Miał sześcioro rodzeństwa, w tym starszego brata Jules’a Hercule’a Meriadeca de Rohan, generała francuskiego, i młodszego brata Ferdinanda Maximiliena Mériadeca de Rohan, arcybiskupa Bordeaux, de facto męża Charlotty Stuart, księżnej Albany i zięcia Karola (III) Stuarta.
W latach 1772–1774 był ambasadorem Francji przy dworze wiedeńskim. Jako członek partii antyaustriackiej, którą kierował książę Emmanuel Armand de Vignerot du Plessis miał sprawdzić, jak to się stało, że Austria poparła I rozbiór Polski i wzięła w nim udział. Kardynał dotarł do Wiednia w styczniu 1772. Cesarzowa Maria Teresa krytykowała jego liczne fety i bale dobroczynne, jego niewiarę, a także to, że rozsiewa plotki o Marii Antoninie, delfinie Francji, która była jej córką. Pobożna Maria Teresa spodziewała się po nim jako po księciu kościoła, że będzie się modlił, a nie uwodził damy – kardynał bowiem bardziej cenił rozrywkę aniżeli życie w służbie Bogu, a sam przyznawał nawet, że jest ateistą. W 1761 zyskał fotel 36 w towarzystwie naukowym Académie française (Akademia Francuska).
Gdy w 1774 umarł król Francji Ludwik XV, nowy król – zięć Marii Teresy, odwołał kardynała z Wiednia. Ten wrócił do Francji i tylko dzięki wielkim wpływom rodu nie wykluczono go całkowicie z polityki. Za jego przyczyną i z powodu jego naiwności wybuchła afera naszyjnikowa (1784/85) wymierzona w autorytet Marii Antoniny.